# Vitória do Xingu
Vitória do Xingu är en kommun i Brasilien.   Den ligger i delstaten Pará, i den centrala delen av landet, 1 500 km norr om huvudstaden Brasília. Antalet invånare är 13 480.
I omgivningarna runt Vitória do Xingu växer i huvudsak städsegrön lövskog. Runt Vitória do Xingu är det mycket glesbefolkat, med 3 invånare per kvadratkilometer.